# Ohio Stadium
 (mai 2018).
Si vous disposez d'ouvrages ou d'articles de référence ou si vous connaissez des sites web de qualité traitant du thème abordé ici, merci de compléter l'article en donnant les références utiles à sa vérifiabilité et en les liant à la section « Notes et références ».
L'Ohio Stadium est un stade de football américain situé à Columbus, dans l'Ohio. Ses locataires sont les Buckeyes d'Ohio State, il a aussi accueilli les Crew de Columbus (MLS) de 1996 à 1999. Cette enceinte qui offre une capacité de 102 780 places est la propriété de l'Université d'État de l'Ohio. 
Cette capacité déjà élevée fut largement dépassée à de multiples occasions. Le record d'affluence culmine ainsi à 110 045 spectateurs le 26 novembre 2016 pour un match opposant les Buckeyes aux Spartans de Michigan State. Étant donné sa forme, le stade a aussi le nom de "The Horseshoe" (le fer à cheval) ou bien tout simplement "The Shoe".

## Histoire
Inauguré le 7 octobre 1922, il fut conçu par l'architecte Howard Dwight Smith. Son coût de construction était de 1,34 million $ USD. C'est l'un des plus grands stades du monde, et en 1922 le plus grand bâtiment au monde réalisé en béton coulé.
L'Ohio Stadium est aussi le plus grand lieu de concert de Colombus, avec une capacité allant jusqu'à 105 000 spectateurs ; U2, The Rolling Stones et Pink Floyd sont parmi les nombreux groupes qui ont joué à l'Ohio Stadium.
Le 22 mars 1974, le stade a été inscrit au Registre national des lieux historiques par le National Park Service.

## Galerie

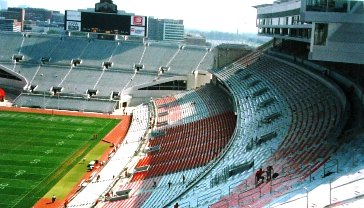

### Évolution de la capacité du stade
- 66 210 (1922–1943)
- 72 754 (1944–1947)
- 78 677 (1948–1957)
- 79 658 (1958–1960)
- 79 727 (1961)
- 81 109 (1962–1968)
- 81 455 (1969–1970)
- 81 475 (1971)
- 81 667 (1972)
- 82 567 (1973)
- 83 080 (1974)
- 83 112 (1975–1981)
- 85 290 (1982–1984)
- 85 399 (1985–1988)
- 86 071 (1989–1990)
- 91 470 (1991–1994)
- 89 841 (1995–1999)
- 95 346 (2000)
- 101 568 (2001–2006)
- 102 329 (2007–2014)
- 104 944 (2014–2019)
- 102 780 (2019–présent)

### Records d'affluence des matchs de football
| 1  | 26 novembre 2016  | 110 045 | #2 Ohio State 30 – #3 Michigan 27 (2 Pr) |
| 2  | 9 septembre 2017  | 109 088 | #5 Oklahoma 31 – #2 Ohio State 16        |
| 3  | 21 novembre 2015  | 108 975 | #9 Michigan State 17 – #3 Ohio State 14  |
| 4  | 5 novembre 2016   | 108 750 | #6 Ohio State 62 – #10 Nebraska 3        |
| 5  | 29 novembre 2014  | 108 610 | #6 Ohio State 42 – Michigan 28           |
| 6  | 17 octobre 2015   | 108 423 | #1 Ohio State 38 – Penn State 10         |
| 7  | 27 septembre 2014 | 108 362 | #22 Ohio State 50 – Cincinnati 28        |
| 8  | 7 novembre 2015   | 108 075 | #3 Ohio State 28 – Minnesota 14          |
| 9  | 10 octobre 2015   | 107 869 | #1 Ohio State 49 – Maryland 28           |
| 10 | 6 septembre 2014  | 107 517 | Virginia Tech 35 – #8 Ohio State 21      |